# Belyaev (cràter)
Belyaev és un cràter d'impacte que està unit a la vora exterior de la Mare Moscoviense, a la cara oculta de la Lluna.

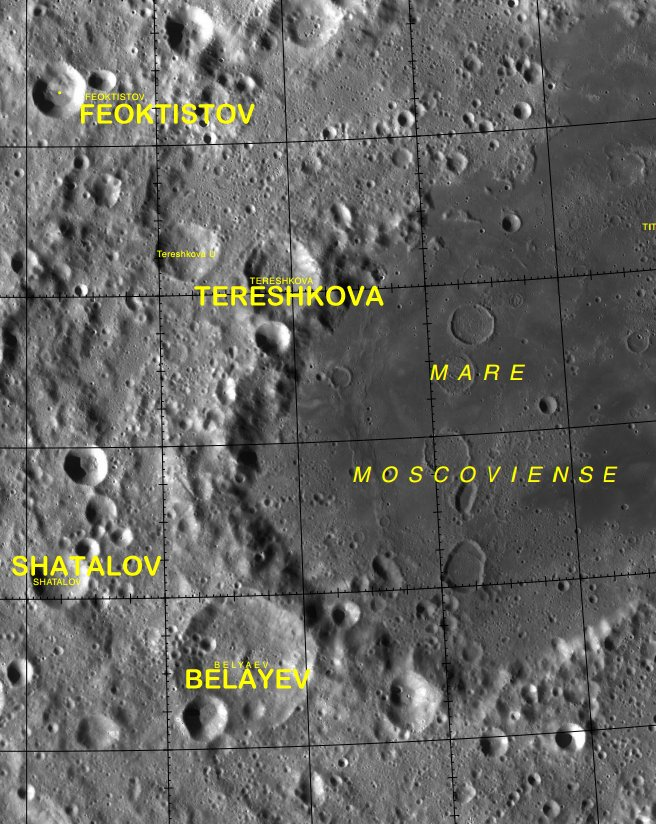
Localització de Belyaev (centre inferior de la imatge)
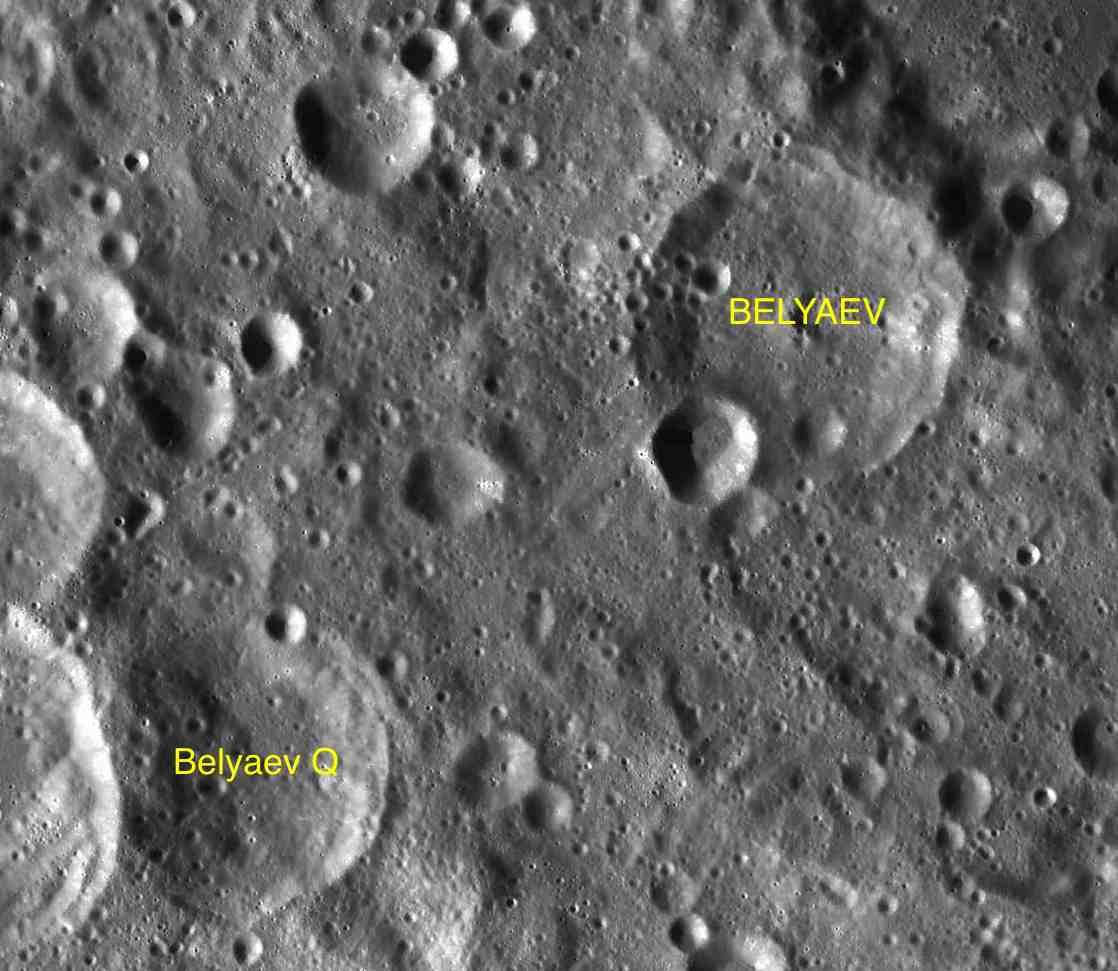
Cràters satèl·lit
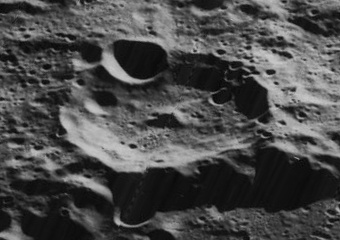
Vista obliqua de Belyaev. Missió Lunar Orbiter 5

És una formació desgastada amb un parell de petits cràters superposats en el seu costat sud, i diversos cràters més petits sobre el seu interior relativament irregular.

## Cràters satèl·lit
Per convenció aquests elements són identificats en els mapes lunars posant la lletra en el costat del punt central del cràter que està més proper a Belyaev.
| Belyaev | Coordenades                            | Diàmetre |
| ------- | -------------------------------------- | -------- |
| Q       | 20° 36′ N, 139° 24′ E / 20.6°N,139.4°E | 50 km    |